# Birgitta Lillpers
Birgitta Lillpers (Orsa, 14 de febrero de 1958) es una escritora sueca que ha incursionado principalmente en los géneros de la novela y poesía; de hecho, una de sus primeras publicaciones fue la colección de poemas Stämnoja en 1982.
Ha recibido diversos reconocimientos, entre ellos el Premio Literario Aftonbladet en 1990 y el Premio Dobloug de la Academia Sueca en 2001.

## Obras
- 1982 — Stämnoja (poesía)
- 1984 — Igenom: härute (poesía)
- 1986 — Gry, och bärga (poesía)
- 1987 — Blomvattnarna (novela)
- 1988 — I bett om vatten (poesía)
- 1990 — Besök på en främmande kennel (poesía)
- 1991 — Iris, Isis och skräddaren (novela)
- 1992 — Krigarna i den här provinsen (poesía)
- 1993 — Medan de ännu hade hästar (novela)
- 1995 — Propolis (poesía)
- 1998 — Och jag grep årorna och rodde (novela)
- 2000 — Silverskåp (poesía)
- 2002 — Alla dessa liv och våder (novela)
- 2004 — Glömde väl inte ljusets element när du räknade (poesía)
- 2006 — poesía från betet (poesía)
- 2007 — Nu försvinner vi eller ingår (poesía)
- 2010 — Om du fick tänka dig ett hem (novela)
- 2012 — Industriminnen (poesía)
- 2016 — Anteckningar om hö (poesía)